# IMSAI 8080
|                     |                                 |
| IMSAI 8080          |                                 |
| Constructeur        | IMS Associates, Inc.            |
| Type                | Ordinateur personnel            |
| Boîtier             | Aluminium                       |
| Production          | Août 1975                       |
| Arrêt de production | 1978                            |
| CPU                 | Intel 8080A à 2 MHz             |
| RAM                 | 256 octets                      |
| Extension           | Cartes sur Bus S-100            |
| Logiciels           | IMDOS, BASIC                    |
| Stockage            | Optionnel cassette ou disquette |

L'IMSAI 8080 était un pionnier des micro-ordinateurs sorti en 1975 et basé sur un microprocesseur Intel 8080 avec un bus S-100. Il était compatible et en compétition avec l'Altair 8800 de MITS, plus ancien, duquel il était inspiré. L'IMSAI est considéré par beaucoup comme le premier "clone" d'ordinateur. L'IMSAI exécutait une version fortement modifiée du système d'exploitation CP/M appelée IMDOS. Il a été conçu, produit et vendu par IMS Associates, Inc. (qui, plus tard, a été renommée IMSAI Manufacturing Corp). Au total, entre 17 000 et 20 000 unités ont été produites de 1975 à 1978. Par la suite, un kit IMSAI Series Two contenant un microprocesseur Zilog eZ80 (voir Zilog Z80) cadencé à 50 MHz est sorti.

## Histoire
En mai 1972, Bill Millard a commencé une activité de conseil et d'ingénierie informatique avec sa propre maison comme local et sous le nom de IMS Associates (IMS). En 1973, Millard a fondé IMS Associates, Inc. Il a ensuite levé les capitaux pour son affaire et conclut quelques contrats, tous portant sur du logiciel.
En 1974, IMS a été contacté par un client qui souhaitait une station de travail capable de gérer des travaux pour n'importe quel concessionnaire de General Motors. IMS a conçu un système avec un terminal, un petit ordinateur, une imprimante et du logiciel ad-hoc. Cinq stations de travail avaient accès à un disque dur commun, qui était contrôlé par un petit ordinateur. En fin de compte, le développement de ce produit a été arrêté. Millard et son ingénieur en chef Joe Killian se sont alors intéressés aux microprocesseurs. Intel avait annoncé son microprocesseur 8080 et, pour IMS Associates, il ressemblait à un véritable ordinateur, à l'inverse du 4004 qui lui avait été présenté. C'est ce qui a donné l'impulsion pour le développement de l'IMSAI 8080 à grande échelle et une publicité passée en 1975 dans Popular Electronics eut des retombées positives.
IMS envoya ses premiers kits IMSAI 8080 le 16 décembre 1975. En 1976, IMS fut renommée IMSAI Manufacturing Corporation car son activité était passée du conseil à la fabrication d'ordinateurs. En octobre 1979, la société a fait faillite et la marque déposée a été vendue à Fisher-Freitas Co, qui continua à produire des ordinateurs sous le nom IMSAI. Cependant, ces modèles étaient différents des modèles originaux produits par IMS et IMSAI Manufacturing Corporation.

## Usages
L'IMSAI 8080 était utilisé pour :
- le traitement des données des petites entreprises,
- la saisie et les transferts de données,
- les applications scientifiques,
- l'enseignement de l'informatique et le développement,
- les applications des banques et des assurances,
- les applications militaires et gouvernementales,
- et plus généralement, comme ordinateur personnel

## L'IMSAI dans la culture populaire
Un IMSAI 8080 et un modem de type coupleur acoustique étaient les outils de hacking utilisés par le personnage principal du film WarGames de 1983. Cependant, alors qu'en 1983 les coupleurs acoustiques étaient dépassés du point de vue technologique, ils ont été préférés à des modems plus récents de façon que les spectateurs du film puissent immédiatement se rendre compte que le périphérique interfaçait l'ordinateur avec le téléphone.